# Moita dos Ferreiros
Moita dos Ferreiros est une paroisse (freguesia) portugaise de la municipalité de Lourinhã.
Avec une superficie de 24,75 km2et une population de 1 740 habitants (2001), la paroisse possède une densité de 70,3 hab/km2.